# Hommage à S. Pickwick Esq. P.P.M.P.C.
Pour un article plus général, voir Préludes de Debussy.
Hommage à S. Pickwick Esq. P.P.M.P.C. est une composition musicale pour piano du compositeur français Claude Debussy. C'est la neuvième pièce du Deuxième Livre des Préludes, écrit entre 1911 et 1912. 

## Présentation
Le titre du prélude fait référence au protagoniste du roman Les Papiers posthumes du Pickwick Club de Charles Dickens, PPMPC signifiant « Perpetual President Member Pickwick Club » (« Président Perpétuel Membre du Pickwick Club ») »,.
L'œuvre est créée à Londres le 12 juin 1913 au Aeolian Hall, par le pianiste Walter Rummel.

## Analyse et commentaires
La pièce se caractérise par ses décalages excentriques dans l'expression et son ton souvent mélancolique ou sentimental. Elle est également remarquable pour avoir incorporé le refrain d'ouverture de God Save the King. Une interprétation du prélude dure environ deux minutes et demie.
Hommage à S. Pickwick Esq. P.P.M.P.C est en fa majeur, « grave », à 
.
Pour Harry Halbreich, c'est une page « très colorée, avec ses timbres évoquant l'orchestre, une manifestation de l'esprit pince-sans-rire de Debussy, qui pourrait porter la signature de « Monsieur Croche antidilettante » ».
Pour Alfred Cortot, « il n'est point possible de concevoir une adaptation musicale plus spirituelle, non seulement du caractère du héros de Dickens, mais encore du style même de ce dernier. C'est sa bonhomie caustique, sa malice savoureuse, et chaque mesure de cette pièce est un trait qui porte, depuis l'emploi comiquement sérieux du God save the King, jusqu'au sifflement dégagé de la dernière page, en passant par ces alternances de gravité distraite, de timidité et de contentement de soi qui composent la personnalité humoristique de Picwick Esq ».
Dans le catalogue des œuvres du compositeur établi par le musicologue François Lesure, Hommage à S. Pickwick Esq. P.P.M.P.C. porte le numéro L 131 (123) no 9.

## Discographie sélective
- Debussy : Piano works Vol. 4, François-Joël Thiollier (piano), Naxos 8.553293, 1998[6].
- Debussy: Préludes, Steven Osborne (piano), Hyperion Records CDA 67530, 2006[7].
- Debussy : Complete Works for Piano, Volume 1, Jean-Efflam Bavouzet (piano), Chandos Records CHAN 10421, 2007[8].
- Debussy : The Solo Piano Works, Noriko Ogawa (piano), BIS Records CD 1955/56, 2012[9].
- Claude Debussy : The complete works, CD 4, Yuri Egorov (piano), Warner Classics, 2018[10].